# 14833 Vilenius
14833 Vilenius este un asteroid din centura principală de asteroizi.

## Descriere
14833 Vilenius este un asteroid din centura principală de asteroizi. A fost descoperit pe 21 septembrie 1987 la Stația Anderson Mesa de Edward L. G. Bowell. Asteroidul prezintă o orbită caracterizată de o semiaxă mare de 2,29 ua, o excentricitate de 0,18 și o înclinație de 5,3° în raport cu ecliptica.